# Bürgerhospital (Frankfurt am Main)

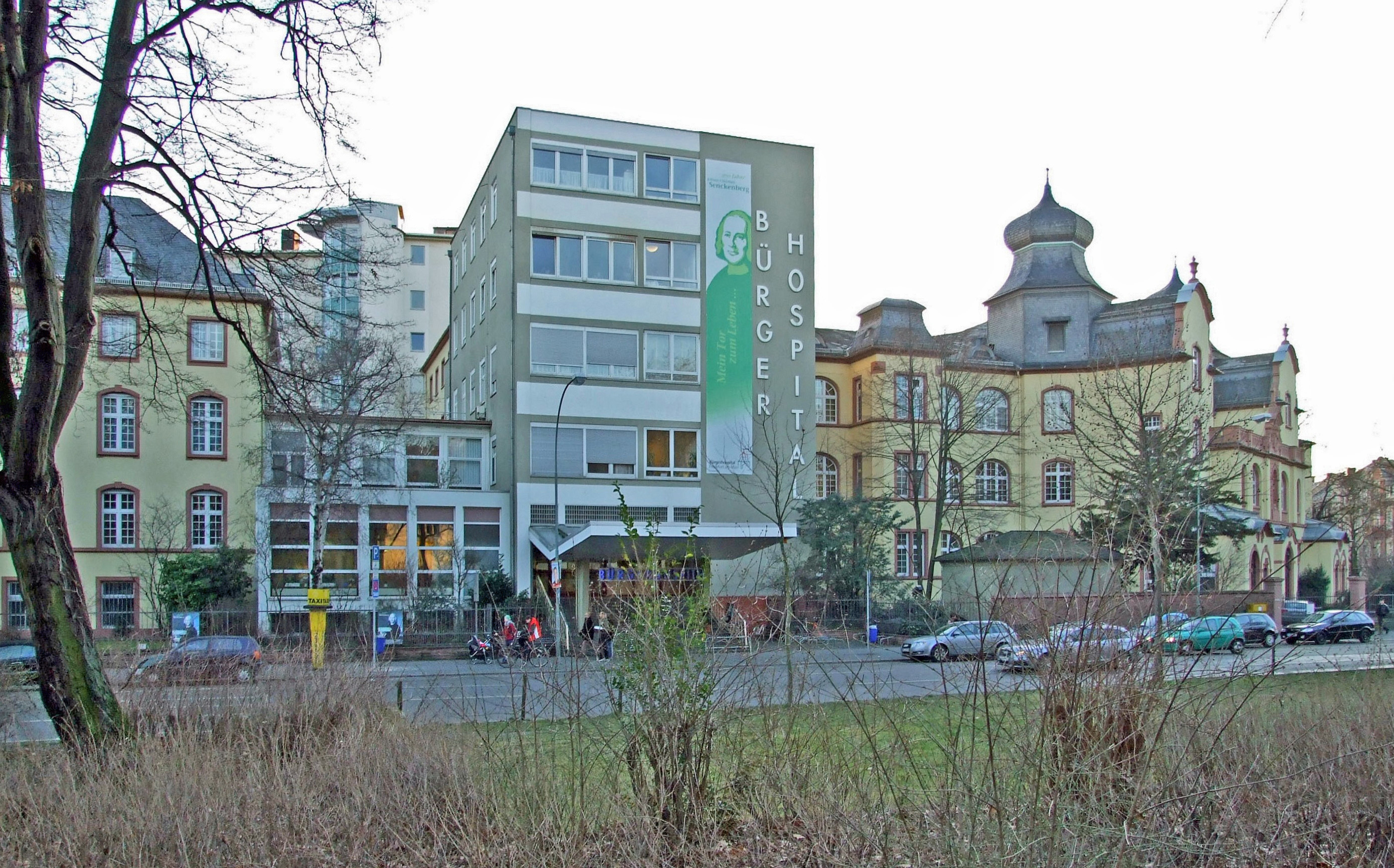
Haupteingang Nibelungenallee, Februar 2008

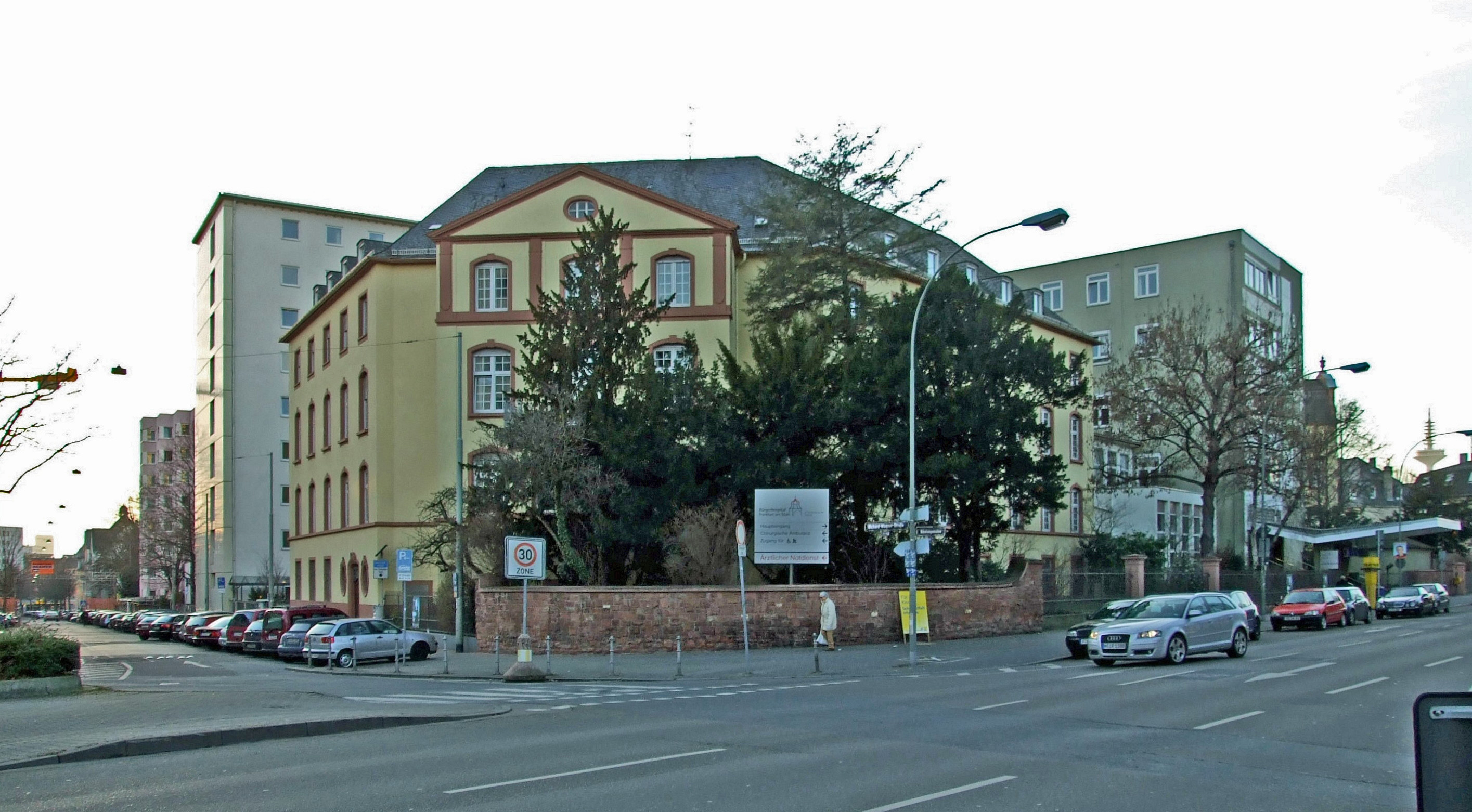
Ostseite, 2016 abgebrochen (Richard-Wagner-Straße)

Das Bürgerhospital ist ein Krankenhaus in Frankfurt am Main. Sein Standort befindet sich seit 1903 im dichtbesiedelten Stadtteil Nordend an der Nibelungenallee, unweit der Deutschen Nationalbibliothek. Das akademische Lehrkrankenhaus des Universitätsklinikums Frankfurt betreibt eine der geburtenstärksten Frauenkliniken Deutschlands und verfügt unter anderem über eine neonatologische Kinder-Intensivstation sowie über eine Kinderchirurgie und versorgt speziell werdende Mütter mit Risiko- und Mehrlingsschwangerschaften. Ferner ist das Krankenhaus landesweit bekannt für ihre Spezialisierung auf die Schilddrüsenchirurgie.
Das Bürgerhospital ist seit 2002 Akademisches Lehrkrankenhaus der Goethe-Universität. Es ist Perinatalzentrum Level 1 und ist mit mehr als 4000 Geburten die geburtenstärkste Klinik in Deutschland. Das Bürgerhospital ist auch Referenzzentrum für Schilddrüsenchirurgie und zertifiziertes Kompetenzzentrum für Hernienchirurgie. Im Zentrum für Beatmungsentwöhnung werden langzeitbeatmete Patienten behandelt. Seit 2023 betreibt das Bürgerhospital ein Simulationszentrum, in dem medizinisches Personal mittels Notfall-Simulationen Ernstfälle trainiert.

## Das Senckenbergische Hospital am Eschenheimer Tor
Das Bürgerhospital Frankfurt war das erste Krankenhaus in Frankfurt am Main, das auch ortsansässige Bürger behandelte. Der ursprüngliche Gebäudekomplex wurde zwischen 1771 und 1779 südöstlich des Eschenheimer Tors durch die Dr. Senckenbergische Stiftung errichtet. Zuvor hatte es in Frankfurt zwar bereits das erstmals 1267 urkundlich erwähnte und gleichfalls noch heute bestehende Hospital zum Heiligen Geist gegeben, das allerdings nur für die Beherbergung von Fremden, Pilgern, Wandergesellen, Dienstboten und Mittellosen offenstand. Kranke Frankfurter Bürger mussten sich hingegen zuhause ärztlich versorgen und pflegen lassen.
Den Grundstein legte der Arzt und Initiator der Dr. Senckenbergischen Stiftung, Johann Christian Senckenberg, am frühen Abend des 9. Juli 1771 an der Ecke von Hinter der Schlimmen Mauer und Radgasse, heute Stiftstraße 30.

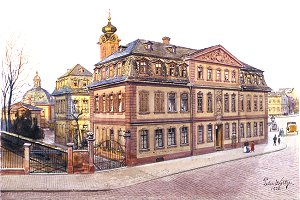
Das Bürgerhospital an seinem früheren Standort (bis zum Jahre 1907), Hinter der Schlimmen Mauer und Radgasse, heute Stiftstraße 30

Die Eröffnung des Krankenhauses erlebte der Stifter jedoch nicht mehr: Am Nachmittag des 15. November 1772 erstieg Senckenberg das Baugerüst, um sich das gerade fertiggestellte Uhrtürmchen auf dem Nordflügel des Gebäudes aus der Nähe anzuschauen. Kurz vor vier Uhr vernahmen Nachbarn auf der Baustelle ein lautes Poltern und fanden, als sie die Ursache erforschten, den bewusstlosen und am Hinterkopf stark blutenden Senckenberg; er hatte bereits am Morgen nach dem Aufstehen über Schwindelgefühle geklagt. Senckenberg verstarb um 8 Uhr abends, ohne noch einmal das Bewusstsein wiedererlangt zu haben.
Das Bürgerhospital hatte eine große Rolle in den Visionen des Johann Christian Senckenberg gespielt: Bis zu seiner Gründung standen Krankenhäuser in Frankfurt im Ruf, nichts anderes als „eine Pforte zum Tode“ zu sein. Er hingegen stellte dem Bürgerhospital die – heute selbstverständliche – Aufgabe, dass die Kranken geheilt oder zumindest deren Leiden gelindert werden sollten. Ausdrücklich wurde im Dienstvertrag des ersten Arztes daher niedergelegt, dass er den Kranken „ihre verlorene Gesundheit wieder herzustellen“ habe. Tatsächlich konnten, was damals ungewöhnlich war, im ersten Jahr nach seiner Eröffnung (1779) fast ein Drittel der Patienten als geheilt entlassen werden.
Das Hospital war Senckenbergs letztes Werk, und er hatte bewusst zuvor die anderen von ihm gewünschten Institutionen durch seine Stiftung errichten lassen: das Medizinische Institut, die Anatomie, die Bibliothek und den ersten Botanischen Garten Frankfurts: „Wenn der Tod mich überraschen sollte, ehe mein Werk ganz vollendet, so wird das Krankenhaus nicht dabei leiden, aber desto eher möchte man dabei vergessen, dass ich der Wissenschaft einen Tempel bauen wollte.“ Das Krankenhaus, so seine Vermutung, würden die Frankfurter Bürger auch ohne sein persönliches Zutun errichten. Allerdings wäre sein kluger Plan dennoch fast gescheitert, denn mit dem Bau des Hospitals hatte sich die Stiftung finanziell übernommen. Erst großzügige Spenden anderer Bürger trugen nach dem Tod Senckenbergs zur Vollendung des Bürgerhospitals bei.
1779 konnte das Krankenhaus mit zunächst sechs Betten eröffnet werden. Bis 1783 wurde die Kapazität dank der reichlich eintreffenden Spenden auf dreißig Betten erhöht. Bis 1802 vermachten Frankfurter Bürger der Stiftung insgesamt 281 000 Gulden. 1812 konnte außerdem aus einem Vermächtnis des Senators Johann Carl Brönner eine eigene Pfründnerstiftung eingerichtet werden (Pfründner bezeichnet die Insassen eines Altersheims).
Neben der ersten, selbst verschuldeten Krise kam es immer wieder zu politischen Krisen. So beschossen französische Truppen während des Ersten Koalitionskrieges 1796 die Stadt mit Kanonen und trafen dabei auch das Hospital. Später legten die französischen Besatzer der Dr. Senckenbergischen Stiftung eine Kriegssteuer auf.

## Der Umzug ins Nordend
Im Jahr 1903 schloss die Dr. Senckenbergische Stiftung auf Druck der Stadt Frankfurt am Main einen Vertrag mit dieser über einen Geländetausch ab: Das angestammte Areal der Senckenbergischen Einrichtungen am Eschenheimer Tor wurde aufgegeben und für das Krankenhaus stattdessen ein Neubau am damaligen Stadtrand errichtet. Große Teile der Fassade und auch das Uhrtürmchen wurden bei diesem Umzug mitgenommen und am neuen Standort an der Nibelungenallee wieder aufgebaut. Ebenfalls umgebettet wurden die sterblichen Überreste des Stifters, der seinen bislang letzten Ruheplatz in einer Gruft auf dem Außengelände des Bürgerhospitals fand, unmittelbar neben der Krankenhauskapelle.
Dramatisch spitzte sich die finanzielle Lage des Krankenhauses in der Inflation von 1923 zu, in der aufgrund des schnellen Kapitalstockschwundes die meisten Stiftungen in Deutschland untergegangen sind. Dem Bürgerhospital drohte ständig die Zahlungsunfähigkeit, so dass das Pfründnerhaus geräumt und sogar erwogen wurde, das ganze Krankenhaus für einige Zeit zu schließen. 1924 mussten aus der Bildersammlung der Stiftung zwei wertvolle Porträts von Martin Luther und Philipp Melanchthon verkauft werden, um eine neue Heizung zu finanzieren. Die „Eröffnungs-Gold-Bilanz“ vom 1. April 1925 wies nur noch ein Vermögen von gut einer Million Goldmark aus, wovon 838 000 Mark in Grundstücken und Gebäuden festgelegt waren.
Im Zweiten Weltkrieg wurde das Bürgerhospital bei den Luftangriffen auf Frankfurt am Main durch Fliegerbomben schwer beschädigt. Nach dem Krieg nahm die Dr. Senckenbergische Stiftung ein ehrgeiziges Bauprogramm in Angriff: Der Altbau sollte umgestaltet, ein achtstöckiges Bettenhaus errichtet und ein Wohnhaus für das Personal errichtet werden. Die Stadt gewährte eine Bürgschaft über fünf Millionen Deutsche Mark, die die Stiftung durch eine Grundbuchschuld sichern sollte. Die zunehmende Verschuldung ließ die Gefahr wachsen, dass die Stadt Zugriff auf das Vermögen der Stiftung erhalten hätte. Um das auszuschließen, wurde das Bürgerhospital 1955 in einen eingetragenen Verein umgewandelt und damit wirtschaftlich ausgegliedert. Die Leitung verblieb jedoch bei der Dr. Senckenbergischen Stiftung, deren Vorsitzender in Personalunion auch den Bürgerhospital e. V. leitete.

## Heutige Situation
Zum 1. Januar 2009 fusionierte das Bürgerhospital mit dem Clementine Kinderhospital zum Verein Frankfurter Stiftungskrankenhäuser e. V., die damals nach eigenen Angaben insgesamt 365 Betten aufwiesen. Im Jahre 2014 erfolgte die Umfirmierung zur Bürgerhospital und Clementine Kinderhospital gGmbH mit insgesamt ca. 400 Betten (Stand: Mai 2022).
2019 wurde nach vierjähriger Bauzeit ein Neubau an der Richard-Wagner-Straße in Betrieb genommen. Auf dem Areal des abgerissenen Pfründnerhauses entstand ein sechsstöckiges Gebäude, in dem neben dem Zentral-OP und der dazugehörigen Aufbereitungseinheit für Medizinprodukte auch sieben Kreißsäle und zwei perinatale Stationen untergebracht sind.
Das Bürgerhospital betreibt seit 1997 auch eine der wenigen deutschen Heroinambulanzen.
Auf dem Gelände befinden sich auch Behandlungsräume des Ärztlichen Notdienstes.

## Kliniken und Fachabteilungen
- Abhängigkeitserkrankungen und Konsiliarpsychiatrie
- Allgemein- und Viszeralchirurgie
- Klinik für Anästhesie und Kinderanästhesie
- Augenklinik mit Orbitazentrum und Sektion für Minimal-invasive Ophthalmochirurgie
- Diabetologie und Ernährungsmedizin
- Diagnostische und Interventionelle Radiologie (mit offenem MRT)
- Endokrine Chirurgie mit Sektion Thermoablation
- Frauenklinik
- Kinderaugenheilkunde, Schielbehandlung und plastisch-rekonstruktive Lidchirurgie
- Neugeborenen-, Kinderchirurgie und -urologie
- Neonatologie und pädiatrische Intensivmedizin
- Netzhauterkrankungen
- Orthopädie und Unfallchirurgie
- Pneumologie, Kardiologie und Beatmungsmedizin mit Sektion Gastroenterologie

## Belege
1. ↑  Das Bürgerhospital der Dr. Senckenbergischen Stiftung – Mein Tor zum Leben. Publikation des Bürgerhospitals Frankfurt am Main, Frankfurt am Main, 2007
2. ↑  Abbildung des Bürgerhospitals am ursprünglichen Standort
3. ↑  Thomas Bauer: „der Wissenschaft einen Tempel bauen.“ Johann Christian Senckenberg und seine Stiftung. Publikation der Dr. Senckenbergischen Stiftung, Frankfurt am Main, 2007
4. ↑  Sebastian Alexander Scheidel: Geschichte der Dr. Senckenberg'schen Stiftshäuser. Frankfurt am Main, 1867, S. 51
5. ↑   Strukturierter Qualitätsbericht 2010. (Memento vom 9. Februar 2015 im Internet Archive), Stand: 1. Juli 2011
6. ↑  Das Bürgerhospital: Daten und Fakten. Zuletzt abgerufen am 19. Mai 2022.
 Das Clementine Kinderhospital: Daten und Fakten. Zuletzt abgerufen am 19. Mai 2022.